# Bærum SK
Bærum SK is een voetbalclub uit het Noorse Bærum die in 2024 in de 3. divisjon speelt. De club werd opgericht in 1910 en speelt haar wedstrijden in het Sandvika Stadion. 

## Geschiedenis
De club promoveerde in 2011 naar de Adeccoligaen, de tweede klasse. Na een jaar sloot de club de competitie af op de veertiende plaats en moest degraderen naar de 2.divisjon. Na een jaar kon de club weer terugkeren op het tweede niveau. Na wederom gedegradeerd te zijn in 2015 kwam de club tot en met 2023 uit op het derde niveau. In 2023 eindigde de club twaalfde en degradeerde naar het vierde niveau.

## Bekende (oud-)spelers
- Christer Basma
- Lars Bohinen